# چیلیکار
چیلیکار (به لاتین: Chilikar) یک منطقهٔ مسکونی در روسیه است که در داغستان واقع شده‌است.